# 蔡龙语支
蔡龙语支是贵州西部一群汉藏语系语言。只有蔡家话还有人使用，龙家语和卢人语均已灭绝。:13-34这一语支的语言首先由中国研究者在1980年代发现，“蔡龙语支”最早出现在《贵州民族识别资料集》 (1982)。:43
蔡龙语支在汉藏语系内的地位未定，可能属于汉语族或藏缅语族。

## 语言[1]
- 蔡家话
- 龙家语 †
- 卢人语 †

## 词汇创新
Hölzl (2021)给蔡龙语支的名字是“Ta-Li”，是基于“2”和“猪”的词汇创新。
| 语言            | 2    | 猪   |
| --------------- | ---- | ---- |
| 赫章县蔡家话    | ta55 | li21 |
| 黔西县卢人语    | ta31 | li31 |
| 坡脚/花溪龙家话 | ta31 | lɛ55 |